# Irina (film)
Irina (în bulgară Ирина) este un film dramatic bulgăresc din 2018, regizat de Nadejda Koseva. Rolurile principale au fost interpretate de actorii Martina Apostolova, Hristo Ușev, Irini Jambonas și Kasiel Noah Așer.

## Rezumat
Irina este o chelneriță cu jumătate de normă într-un orășel din Bulgaria. În aceeași zi în care a fost concediată, soțul ei are un accident grav. Familia Irinei ajunge în sărăcie. Ca să supraviețuiască, ea este de acord să devină o mamă surogat. Conflictul, disperarea și faptul că Irina este însărcinată aduc un nou val de provocări situației deja dificile a Irinei. Încet, Irina descoperă ce înseamnă să iubești și să ierți.
Irina a contactat un cuplu înstărit care locuia în Sofia și a făcut o înțelegere cu ei. După ce va naște copilul acestora, ea a promis că în termen de trei zile îl va da cuplului.
Un ovul fertilizat de la acest cuplu înstărit a fost transferat în uterul Irinei, iar ea a rămas însărcinată cu succes. Cuplul a intervenit, spunându-i să nu facă muncă manuală, să nu mănânce carne și să nu bea alcool. După ce au aflat că fătul este de sex masculin, s-au entuziasmat de culoarea hainelor și a încălțămintei, precum și de culoarea camerei și a mobilierului, care urmau să fie albastre. Irina a ajuns să fie frustrată deoarece a fost tratată ca o marfă și le-a sugerat că va face un avort. Cuplul a încercat să o cucerească oferindu-i un apartament de lux în Sofia. Soțul ei, Sașo, în schimb, este nemulțumit pentru că Irina este des plecată de acasă și i-a spus să nu se mai întoarcă dacă se va duce din nou la Sofia.
Data nașterii se apropie. Fătul lovește cu putere cu piciorul în uter. Soția bogată este încântată după ce a observat într-o ecografie 3D că fătul are chipul ei. Apoi Irina se răzgândește și nu vrea să renunțe la copil. Aflând acest lucru, soția bogată s-a înfuriat. În acel moment s-a rupt apa și ea a privit cu nerăbdare cum Irina a intrat în travaliu. În cele din urmă, Irina a dat cuplului copilul, care s-a născut sănătos, iar ea s-a îndreptat spre casă. Lacrimile îi curg nesfârșit din ochi. Până când a ajuns acasă, unde o așteaptă soțul și copilul ei, lacrimile i s-au uscat.

## Distribuție
- Martina Apostolova – Irina
- Hristo Ușev – Sașo, soțul Irinei
- Irini Jambonas – Eva
- Kasiel Noah Așer – Ludmila
- Alexander Kosiev – Bojidar
- Krassimir Dokov – Varlaam
- Ivan Savov – Medic
- Katerina Keremidceieva – chelneriță
- Nikolai Todorov – proprietar de tavernă
- Ana Valcianova – asistentă medicală

## Recepție
La Festivalul Internațional de Film Fajr din Teheran (Iran) din 2018 a primit premiului Simorgh de Argint pentru cea mai bună actriță (Martina Apostolova).
La Festivalul Internațional de Film de la Varșovia (Polonia) din 2018 a primit Premiului Juriului Ecumenic, Premiul Special al Juriului pentru Martina Apostolova (actriță) și a fost nominalizat la Marele Premiu, secțiunea în competiție. La Festivalul Internațional de Film de la Tirana (Albania) din 2018 a primit Premiul Bufnița de Aur pentru cel mai bun lungmetraj. 
La Festivalul Internațional de Film de la Minsk (Belarus) din 2018 a fost nominalizat la Marele Premiu pentru cel mai bun film, iar la Festivalul de Film „Trandafirul de Aur” din 2018 a câștigat Premiul Uniunii Cineaștilor Bulgari pentru cel mai bun regizor, Premiul Trandafirul de Aur pentru cel mai bun debut artistic, Premiul Trandafirul de Aur pentru cea mai bună actriță (Martina Apostolova), a fost nominalizat la Premiul Trandafirul de Aur pentru cel mai bun lungmetraj.
La Festivalul de Film al Tânărului Cinema Est-European de la Cottbus (Germania) din 2018 a câștigat premiul pentru Cel mai bun film de debut, premiul pentru cea mai bună actriță (Martina Apostolova) și a fost nominalizat la Marele Premiu pentru Cel mai bun film.